# Michu Meszaros
Mihaly "Michu" Meszaros (ungerska: Mészáros Mihály), född 1 oktober 1939 i Budapest, död 13 juni 2016 i Los Angeles, var en ungersk-amerikansk cirkusartist och skådespelare. Meszaros var 84 centimeter lång.

## Biografi
Meszaros inledde sin karriär som cirkusartist i hemlandet Ungern men anlitades 1973 av Ringling Bros. and Barnum & Bailey Circus och kom därefter att verka i USA. Från 1970-talets mitt medverkade han också på film och TV, sin sista roll utförde han 2015. Under 1980-talets andra hälft spelade han bland annat titelrollen Alf i TV-serien med samma namn, iklädd Alf-kostym, när det behövdes helkroppsbilder. Han medverkade även i en reklamfilm för Pepsi tillsammans med Michael Jackson.
Meszaros dog i Los Angeles den 13 juni 2016, 76 år gammal.

## Filmografi i urval
- 1986–1990 – Alf (TV-serie)
- 1988 – Waxwork
- 1988 – Big Top Pee-wee
- 1993 – Freaked
- 1993 – Warlock: The Armageddon